# Heinrich Lietz
Heinrich Wilhelm Max Lietz (* 6. Oktober 1909 in Stralsund; † 7. Juli 1988 ebenda) war ein deutscher Maler.

## Leben
Heinrich Lietz wurde 1909 als Sohn des Schmiedemeisters Wilhelm Lietz und seiner Ehefrau Marie, geb. Ewert, geboren. Nach dem Besuch des Gymnasiums studierte er ab 1928 Philosophie in Greifswald und Berlin, in der Berliner Zeit besuchte er parallel dazu Abendkurse für Malerei und Grafik an der Kunstgewerbeschule Berlin-Charlottenburg bei Max Kaus. Auf dessen Rat folgten Studien an der Staatlichen Kunsthochschule in Berlin bei Bernhard Hasler, Willy Jaeckel, Philipp Franck und Heinrich Reifferscheidt. 1932 machte Lietz das 1. Staatsexamen als Lehrer. Nach der Referendarzeit und dem 2. Staatsexamen war er bis 1939 in verschiedenen Städten als Kunsterzieher im Schuldienst tätig (1943 Ernennung zum Studienrat). 1939 zum Wehrdienst einberufen, war er bis 1945 als Offizier im Zweiten Weltkrieg und dann bis 1946 in sowjetischer Kriegsgefangenschaft.
Nach der Entlassung aus der Gefangenschaft ließ sich Heinrich Lietz 1946 in Stralsund nieder, wo er ab 1947 als freiberuflicher Künstler wirkte. Ab 1946 war er Mitglied im Kulturbund zur demokratischen Erneuerung Deutschlands und 1952 trat er dem Verband Bildender Künstler bei. Neben seiner freischaffenden Arbeit war Lietz Leiter von Volkskunstzirkeln des Kulturbundes und der Volkshochschulen. Sein Schaffen bestand in der Hauptsache aus Landschaften seiner Vorpommerschen Heimat, Städteansichten, Porträts und Stillleben. Die Hansestadt Stralsund benannte eine Straße ihm zu Ehren mit seinem Namen.

## Werke (Auswahl)
- 1952: Erstes Betonhochhaus der DDR in Berlin (Hochhaus A Süd am Strausberger Platz) (Öl)[1][2]
- 1952: Bildnis meines Vaters.
- 1952: Herbststrauß.
- 1956: Schrebergärtner.
- 1957: Alpenveilchen in Töpfen, auf einem Tisch arrangiert.
- 1957: Stilleben mit Bratpfanne und Eiern.
- 1957: Stralsund mit verschneiten Dächern.
- 1957: Alte Frau mit Sonnenblume.
- 1960: Am Strand, Hiddensee.
- 1971: Stilleben mit Fischen (Öl, 63 × 47 cm)[3]
- 1977: Rügen, sommerliche Landschaft.

## Ausstellungen (unvollständig)

### Einzelausstellungen
- 1958: Heinrich Lietz: Gemälde, Kulturhistorisches Museum Stralsund (KHM)
- 1959: Heinrich Lietz: Gemälde, Städtisches Museum Rostock
- 1979: Ausstellung zum 70. Geburtstag, KHM Stralsund
- 1984: Ausstellung zum 75. Geburtstag, KHM Stralsund
- 1989: Gedächtnisausstellung im KHM Stralsund

### Beteiligungen
- 1959: Berlin, Deutsche Akademie der Künste („Mit unserem neuen Leben verbunden. Zehn Jahre Bildende Kunst in der Deutschen Demokratischen Republik“)
- 1972, 1974, 1979 und 1984: Rostock, Bezirkskunstausstellungen
- 1976: Karl-Marx-Stadt, Städtische Museen („Jugend und Jugendobjekte im Sozialismus“)
- 1977: Leipzig, Messehaus am Markt („Kunst und Sport“)